# Johann III Strauss
Pour les articles homonymes, voir Johann Strauss (homonymie) et Strauss.
Johann Strauss III (16 février 1866 - 9 janvier 1939, en allemand Johann Strauß III, aussi connu comme Johann Eduard Strauss) est un compositeur autrichien dont le père est Eduard Strauss, les oncles Johann Strauss II et Josef Strauss et le grand-père Johann Strauss I.  
Malgré son intérêt pour la composition, il est plus resté dans les mémoires en tant que chef d'orchestre. Sa seule œuvre scénique, l'opérette en trois actes Katze und Maus, composée en 1898, a été créée à Vienne le 23 décembre 1898, au Theater an der Wien.
Il reprend  de son père la direction de la Musique de bal de la cour à Vienne en 1901, puis part à Berlin en tant que maître de chapelle. Lors de ses tournées de concerts en Europe, il interprète la musique de la famille Strauss en tant que chef d'orchestre jouant du violon. En 1934 et 1937, il se rend également aux États-Unis.
Johann Strauss III meurt à Berlin le 9 janvier 1939, âgé de 72 ans.

## Œuvres notoires
- Sylvanien-Walzer op.1
- Leonie-Walzer op.2
- Comme il faut op.3
- Rococo-Gavotte op.4
- Empire, Polka-Mazur op.5
- Schlau-schlau Polka schnell op.6
- Dragoner-Marsch op.7
- Katze und Maus Quadrille op.8
- Musette op.9

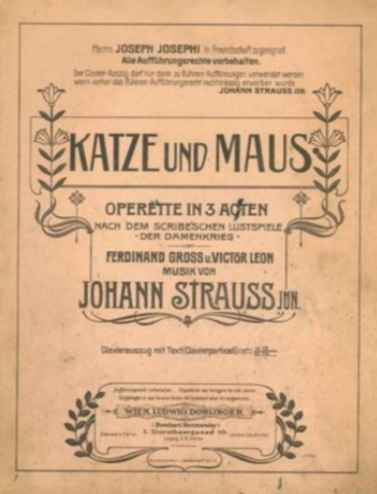
Opérette Katze und Maus.

Les op. de op.10 à op.23 sont inconnues.
- Gruss aus Wien Walzer op.24
- Dem Muthigen gehört die Welt Walzer op.25
- Budapester-Polka op.26
- Frisch durch’s Leben Galop op.27
- Rosige Laune Mazurka op.28
- Mit vereinten Kräften Marsch op.29
- Unter den Linden - Walzer op.30
- Die Schlittschuhläuferin Walzer op.31
- Wiener Weisen Walzer op.32
- Mariana-Valse op.33
- Im-Galopp op.34
- Ludmilla-Mazurka op.35
- In der Blütezeit Walzer op.36
- Mit freudigen Herzen Polka op.37
- Dichterliebe-Walzer op.38
- Wilhelminen-Walzer op.39
- Krönungs-Walzer op.40